# Controlling-Konzeption
Eine Controlling-Konzeption soll eine klar umrissene Grundvorstellung des Controllings definieren und begründen. Sie dient damit sowohl der Abgrenzung des Gegenstandsbereiches und dessen wissenschaftlicher Durchdringung als auch der praxisbezogenen Gestaltungsaufgabe der Controlling-Forschung. Die Entwicklung, Darstellung, Analyse und Bewertung von Controlling-Konzeptionen stellt einen Schwerpunkt und eine Besonderheit der deutschsprachigen Controlling- bzw. Management Accounting & Control-Forschung dar. Controlling-Konzeptionen wurden vor allem von einflussreichen akademischen Controlling-Vertretern wie Péter Horváth, Thomas Reichmann, Hans-Ulrich Küpper und Jürgen Weber entwickelt und vertreten.

## Gegenstand
Konzeptionen können als praktisch-normative Aussagensysteme charakterisiert werden, die in gestalterischer Absicht theoretische Aussagen aufgreifen und diese mit normativen Postulaten verknüpfen, um diese dann auf die Praxis zu beziehen. Controlling-Konzeptionen sind in der Regel gedankliche Modelle, die einen Zusammenhang aus bestimmten Grundbegriffen konstruieren. Dabei wird eine mehrdimensionale (systemorientierte) Kennzeichnung anhand jeweils einer funktionalen, institutionalen und instrumentalen Perspektive als sinnvoll erachtet. Gemäß der deduktiven Vorgehensweise werden zunächst die Controlling-Ziele und Aufgaben festgelegt, aus denen dann eine zweckmäßige Aufgabenzuordnung auf Aufgabenträger sowie geeignete Instrumente abzuleiten sind. Bei der induktiven Vorgehensweise sind ausgehend von beobachteten, real existierenden Controlling-Praktiken, Stellen und Instrumenten die Aufgaben und Ziele des Controllings abzuleiten. Ein Abgleich der jeweils gewonnenen Aussagen erfolgt schließlich im Gegenstromverfahren. Inhalt und Struktur lassen sich somit dahingehend konkretisieren, dass eine Controlling-Konzeption Aussagen über die funktionale, instrumentale und institutionale Gestaltung des Controllings umfassen soll, die aus operational formulierten Controlling-Zielen konsequent abgeleitet werden. Folglich beinhaltet sie Aussagen über die zielorientierte Zuordnung von Aufgaben und Instrumenten zum Gegenstandsbereich des Controllings und zu organisatorischen Stellen (Wertsetzung und Gestaltung).

## Bedeutung für die Controlling-Forschung
Da Controlling-Konzeptionen eine klar umrissene Grundvorstellung des Controllings als Erkenntnisobjekt definieren und begründen sollen,  dienen sie sowohl der akademischen Abgrenzung des Gegenstandsbereiches und dessen wissenschaftlicher Durchdringung, als auch der Entwicklung praxisbezogener Gestaltungsempfehlungen bzgl. des Controllings.
Die Entwicklung, Darstellung, Analyse und Bewertung von Controlling-Konzeptionen stellte zeitweise einen Schwerpunkt der Controlling-Forschung dar. Seit Beginn der akademischen Auseinandersetzung mit dem Controlling im deutschen Sprachraum wurden immer wieder – mehr oder weniger theoretisch fundierte – Konzeptionalisierungsversuche unternommen, bestehende Konzeptionen weiterentwickelt und neue Konzeptionen vorgeschlagen. Dieser Diskurs weist den Charakter eines Selbstfindungs- und Begründungsprozesses zur Rechtfertigung und Abgrenzung einer betriebswirtschaftlichen Teildisziplin (Einzelwissenschaft) bzw. Unternehmensfunktion Controlling auf.
Zur Konsolidierung des Controlling-Verständnisses wurden wiederholt Thesen zum Kern des Controllings unterbreitet, jedoch ohne dass sich ein stabiles einheitliches Verständnis herausgebildet hätte. Dabei erfolgt der Konzeptionsdiskurs mehr oder minder zyklisch: Nach der Einführung und Weiterentwicklung informations-, führungs- und koordinationsorientierter Ansätze, ebbte er Mitte der 1990er Jahre ab, um dann um die Jahrtausendwende erneut aufzuflammen, wobei der Fokus auf der Überwindung des vorherrschenden „koordinationsorientierten Controlling-Paradigmas“ lag.

## Etablierte und neuere Controlling-Konzeptionen
Im Folgenden wird ein kurzer Überblick über etablierte und neuere Controlling-Konzeptionen gegeben. Dabei können die informationsorientierte und koordinationsorientierte Ansätze als traditionelle, die anderen Ansätze als neuere Controlling-Konzeptionen gewertet werden.
- rechnungswesenorientierte Controlling-Konzeption
  - Gegenstand: Informationsziele werden primär mit Daten aus dem Rechnungswesen erreicht.
  - Vertreter: Dieter Schneider

- informationsorientierte Controlling-Konzeption
  - Gegenstand: Controlling ist die systematische, informatorische und primär an monetären Zielen orientierte Unterstützung der Unternehmensführung (Abgleich von Informationsangebot und -nachfrage im Unternehmen).
  - Vertreter: Thomas Reichmann

- „einfache“ koordinationsorientierte Controlling-Konzeption
  - Gegenstand: Controlling als Subsystem des Führungssystems mit der Funktion der systembildenden und systemkoppelnden Koordination der anderen Führungssubsysteme, insbesondere des Planungs- und Kontrollsystems mit dem Informationsversorgungssystem.
  - Vertreter: Péter Horváth

- „umfassende“ koordinationsorientierte Controlling-Konzeption
  - Gegenstand: Controlling als Subsystem des Führungssystems mit der Funktion der internen und übergreifenden Koordination der anderen Führungssubsysteme (Planung, Kontrolle, Organisation, Personalführung, Information).
  - Vertreter: Hans-Ulrich Küpper

- rationalitätssicherungsorientierter Ansatz
  - Controlling ist ein auf die Unternehmensführung bezogenes Funktionsbündel zur Sicherstellung ihrer Rationalität.
  - Vertreter: Jürgen Weber, Utz Schäffer

- wertschöpfungsorientierter Ansatz
  - Gegenstand: Controlling als integrierte Aufgabe der Unternehmensführung, welche die Initialisierung und Ausrichtung des Handels auf den Zweck der Wertschöpfung sicherstellt (Lokomotionsfunktion).
  - Vertreter: Wolfgang Becker, Björn Baltzer, Patrick Ulrich

- reflexionsorientierter Ansatz
  - Gegenstand: Controlling übernimmt die Führungsfunktion Reflexion sowie die Führungsunterstützung (Informationsversorgung) der Reflexion.
  - Vertreter: Gotthard Pietsch, Ewald Scherm

- verhaltensorientierter Ansatz
  - Gegenstand: Controlling ist ein auf das Verhalten in Organisationen wirkendes System. Controlling beeinflusst das Verhalten von Mitarbeitern und Managern; Controlling (z. B. die Qualität sowie Verlässlichkeit der zugrundeliegenden Daten) wird aber auch vom Verhalten der Organisationsmitglieder beeinflusst.
  - Vertreter: Augustin Süßmair

- kognitionsorientierter Ansatz
  - Gegenstand: Controlling ist eine institutionalisierte Führungsunterstützung, wobei Controller Manager mit für die Problemlösung benötigtem sekundären Wissen (vor allem aus dem Rechnungswesen) versorgen.
  - Vertreter: Volker Lingnau

- intuitiver Ansatz
  - Gegenstand: Controlling wird aus einer verhaltensorientierte Perspektive gesehen, bei der das rationalen Denken/Steuern durch die fruchtbaren Ausflüsse der Intuition – als Teilaspekt der Irrationalität – ergänzt wird.
  - Vertreter: Jochem Müller, Ulrich W.M. Sauter